# Konzo (J.40) jezici
Konzo (J.40) jezici, malena podskupina centralnih bantu jezika iz zone J u Ugandi. Ima svega dva predstavnika, to su: *konjo ili konzo, u planinama Ruwenzori u Ugandi i nande u provinciji Nord-Kivu, DR Kongo. Ima ukupno oko 1,500 govornika.
Obje etničke grupe kolketivno se nazivaju Bayira. I smatraju se dijelom istog naroda.
Prije se u ovu skupinu ubrajali i jezivi gbati-ri [gti], mayeka [myc] i nyanga-li [nyc], danas neklasificirani centralni bantu jezici.

## Vanjske poveznice
- Ethnologue (14th)
- Ethnologue (15th)